# 最高人民法院国际合作局
最高人民法院国际合作局，位于北京市东城区东交民巷27号，是中华人民共和国最高人民法院内设机构。

## 沿革
1988年5月7日，最高人民法院设立最高人民法院外事局，以加强外事工作。最高人民法院外事局是最高人民法院专门负责国际司法交流与合作的业务部门。
2016年，经中央有关主管部门批准，最高人民法院将最高人民法院外事局更名为最高人民法院国际合作局，并且加强了人员配备。

## 职能
2000年12月4日，《最高人民法院机关内设机构及新设事业单位职能》（法发〔2000〕30号）发布，其中规定最高人民法院机关内设机构有外事局，职能是：
1. 负责组织人民法院与外国司法界、国际组织之间的司法交流活动。
2. 指导各级人民法院的外事工作。
3. 办理和组织、指导下级人民法院办理国际司法协助事务。
4. 负责最高人民法院参加外交部与外国司法协助谈判的组织、指导工作。
5. 编译国外有关资料[3]。

目前国际合作局“主要负责组织人民法院与外国司法界、国际组织之间的司法交流活动；审查、办理国际司法协助案件；负责最高人民法院参与的国际司法协助条约、国际公约的谈判及相关工作；协调、组织最高人民法院同国外相关机构的司法项目合作；指导各级人民法院的外事工作。”

## 历任领导
| 局长 …… - 王根良（？—？） …… - 刘合华（？—2015年） - 郃中林（2015年—） | 副局长 - 籍树理（1988年4月—1992年） …… - 韩远征（？—2012年） - 王玧（2012年9月—2016年2月） - 孙劲（2016年—2017年） - 甘雯（2017年—） |